# Історія судоустрою України

Кловський палац — одна з будівель Верховного Суду

Судоустрій — сукупність правових норм, які встановлюють судову систему, її організацію, завдання, компетенцію окремих судів та процедуру їх діяння.

## Історія

### Княжа доба
Від найдавніших часів княжої доби суди мали прилюдний характер. Існувало п'ять родів судів:
1. княжий суд, на якому князі, інколи ним уповноважені заступники (тивун, метельник тощо), чинили суд над населенням у столиці або поза нею під час роз'їздів; у провінції судили від імені князя його посадники;
2. вічевий суд вирішував спершу різні, потім найважливіші справи;
3. громадський або народний суд — найдавніша звичаєва форма (колись єдиний судовий орган, пізніше існував поряд з княжим судом); основою його був вервний суд, судові функції виконували «судні мужі»;
4. приватні (землевласницькі) суди давали право боярам судити справи своїх невільників, інколи і закупів;
5. церковні суди мали юрисдикцію над церковними людьми, а в церковних справах (злочини проти віри, подружжя тощо) — і над іншими.

### Литовсько-польська доба
На українських землях у складі Польщі судова влада перейшла з кінця 14 ст. до королівських намісників (старостів); у 1435 р. уведено польську систему станово-шляхетських судів: міські суди, практика яких ґрунтувалася (із змінами) на німецькому праві (Маґдебурзьке право); сільські суди вирішували менші справи місцевого населення, а домініальні — важливіші й оскарження ухвал сільських судів.
На українських землях у Великому князівстві Литовському зберігся спершу суд княжої доби з тим, що Великий князь мав право суду над удільними князями. З 1386 р. судоустрій змінився під польським і західно-європейським впливами.
Існували чотири роди судоустрою:
1. державні суди — провінціальні (для вільного населення) і центральні (гол. як апеляційна інстанція під проводом Великого князя або з його уповноваження);
2. міські суди, привілейовані містом, зазвичай з виборною лавою присяжних (у деяких містах діяли суди для окремих національностей);
3. громадські суди, звані також копними, які ґрунтувалися на звичаєвому праві давньої доби;
4. домініальні суди для справ панів проти невільного і напіввільного населення, а згодом і проти всього, навіть вільного населення, поселеного на панській території.

Деякі зміни уведено до судоустрою другим Литовським Статутом, а від Люблінської унії 1569 р. на землях, приєднаних до Польщі, уведено польський суд. Тоді виникло, вже урядово визнане, автономне станове козацьке судівництво.

### ПеріодГетьманщини
У Гетьманщині діяли у 1648—1763рр. козацькі державні суди. Вони поділялися на провінціальні суди (сільські, сотенні, полкові), при чому кожний вищий суд був апеляційною інстанцією для нижчого, та на центральні суди: Генеральний Військовий суд, Генеральна Військова Канцелярія і суд гетьмана. Генеральний Військовий суд, що існував при гетьманській резиденції, був спершу найвищим судом країни, але згодом допускалися апеляції від нього до Генеральної Військової Канцелярії, яка, на додаток до апеляційного суду, була судом першої інстанції для генеральної старшини, полковників, бунчукових товаришів і гетьманських «протекціоністів». Суд гетьмана виникає з його прероґатив як зверхнього судді держави з правом судити усі справи в першій або апеляційній інстанції. У системі судів того часу діяли також міські, сільські, домініальні і духовні суди.
Велика судова реформа гетьмана К. Розумовського 1760 — 63р р., що спиралася на зразках судової системи Литовського Статуту, замінила козацькі державні суди на земські, городські (полкові) та підкоморські із реформованим Генеральним Військовим судом на чолі.
На Запорізькій Січі судами нижчого порядку були суди курінних отаманів і паланкових полковників, вищого — суди військового судді, кошового отамана і Січової Ради. Проти вироків військового судді можна було апелювати до кошового отамана або до Січової Ради. Кошовий суддя був зверхнім суддею і тільки в мирний час можна було апелювати проти його вироків до Січової Ради.

### Період Російської Імперії
На українських землях під Росією після недовгого перехідного періоду уведено в 1782 р. станові суди: для дворян діяли верхні земські суди; справи міських мешканців розглядали городовий і губернський маґістрати, селян — Нижня і Верхня розправи; кріпаків судили самі поміщики. У кожній губернії створено ще так звані совісні суди, які розглядали деякі цивільні та карні справи про злочини, вчинені неповнолітніми та божевільними. Апеляційними і ревізійними інстанціями для всіх судів були губернські палати цивільного та карного суду, вироки яких затверджував губернатор, а у важливіших справах — Сенат. На Правобережжі до 1830-х pp. діяв польський суд. У результаті судової реформи 1864 р. уведено новий судоустрій, побудований більше за західними зразками. У новій системі виділено з загальних судів волосні суди, тобто нижчі суди для селянства для розгляду цивільних і карних справ, та мирові суди для розгляду незначних цивільних і карних справ з метою спрощення судочинства. Мирових суддів обирали повітові з'їзди або міські думи. Ці суди діяли в першій інстанції в складі одного судді, а в другій, як повітові з'їзди мирових суддів, колеґіально в складі трьох мирових суддів. Окружні суди охоплювали кілька повітів і були компетентні для більших карних і цивільних справ; вони діяли в складі трьох присяжних суддів. Судові палати діяли в судових округах (вони охоплювали кілька губерній) в складі трьох суддів як апеляційна інстанція (їхні вироки розглядалися у касаційному порядку Сенатом), а також як суд першої інстанції в справах особливої ваги, зокрема про так звані державні злочини (тоді вони діяли у складі трьох постійних суддів і трьох станових представників). Окружних суддів і членів судових палат призначав цар на пропозицію міністра юстиції. Найвищою судовою установою в Російській Імперії був Правлячий Сенат, касаційні департаменти якого діяли головним чином як найвищий касаційний суд для вироків окружних судів присяжних та вироків судових палат. Пізніші реформи обмежили діяння суду присяжних, а в 1889 р. скасовано мирові суди з заміною їх міськими судами, а в селах — земськими начальниками.
На українських землях під Австрією діяли спершу суди польської системи, але реформами 1784 — 87р р. уведено два шляхетські суди (у Львові й Станиславові) та ряд міжстанових карних судів з апеляційним судом у Львові і найвищим у Відні. Поступові реформи почалися після революції 1848 р.; у 1867 р. уведено неусуненність суддів і суду присяжних для найважливіших карних, політичних і пресових справ. У судочинстві тоді дозволено вживання української мови (поряд з польською і німецькою). За судовою реформою 1895 — 96р р. утворено повітові суди (діючі одноособово) для дрібних цивільних і карних справ, окружні — для важливіших справ та апеляцій від повітових судів, і апеляційний суд у Львові для апеляції від окружних судів. Найвищою ревізійною інстанцією був Найвищий Суд у Відні. Суддів призначав цісар на пропозицію міністра юстиції довічно, ґарантуючи їх незалежність. При окружних та апеляційних судах урядували прокуратори для обвинувачення у карних справах; у повітових судах ці функції виконував представник адміністративної влади.

### ПеріодУНР(1917—1920 рр.)
Недовгий час незалежності України 1917—1920р р. не дозволив введення нової судової системи; назагал з потрібними змінами діяв Суд Російської Імперії та Австро-Угорської монархії. Третій універсал Центральної Ради 1917 р. ствердив, що «суд в Україні повинен бути справедливий, відповідний духові народу». Згідно з цим Центральна Рада законом від 17 грудня 1917 р. встановила Генеральний Суд, як найвищу судову установу країни. На західних українських землях Українська Національна Рада законом від 21 листопада 1918 р. «Про тимчасову організацію судівництва та вимір справедливості» ствердила, що суди мають бути незалежні, і встановила Найвищий Суд у Львові.

### Період 1920—1939 рр.
Під Польщею 1920 — 39р р. основи судоустрою визначала конституція від 17 березня 1921 р., яка визнала суд окремим органом державної влади, незалежним від виконавчого і законодавчого органів. Встановлено найвищий суд для карних і цивільних справ, суд присяжних для розгляду важких, політичних та інших злочинів; поза тим залишено систему суду попередніх режимів. Суд змінено розпорядженням голови держави від 6 лютого 1928 р. («Право на устрій загальних судів»), яке передбачало городські суди для незначних цивільних і карних справ (вони діяли в одноособовому складі), окружні для важливіших справ (вони були також апеляційною інстанцією для городських судів і при них діяли недовгий час суди присяжних) та апеляційні (від окружних судів). У Галичині було 11 окружних судів (у них допускалася українська мова, чого не було на північно-західних землях) та апеляційний суд у Львові. Найвищий суд у Варшаві був зверхньою апеляційною установою для апеляційних судів та касаційною для окружних судів присяжних. При окружних, апеляційному та найвищому судах урядували прокурори. Крім того, існували спеціальні суди — суди праці, примусового арбітражу тощо.
Суддів призначав голова держави, і вони, за законом, мали бути незалежні від державної адміністрації. У дійсності судді добиралися лише з політично благонадійних осіб.

### ПеріодУРСР
У УРСР підставою організації судової системи були спочатку декрети, розпорядження і закони РРФСР, а потім всесоюзні. Декрет про суд, частина 1 від 24 листопада 1917 р., схвалений Радою Народних Комісарів РРФСР, скасував всю судову систему Російської Імперії й утворив місцеві народні суди для звичайних справ та революційні трибунали для так званих «контрреволюційних злочинів». Народний Секретаріат УРСР видав постанову від 4 січня 1918 р. «Про запровадження народного суду», яка була майже дослівною копією декрету про суд, частина 1; народні судді мали бути вибрані «демократичним способом», але їх обирали Ради робітників, солдатських та селянських депутатів. «Тимчасове положення про народних судів й революційні трибунали», затверджене Радою Народних Комісарів УРСР від 14 лютого 1919 р., з чинністю з 15 лютого 1919 р., регулювало точніше новий судоустрій. Народні суди в складі одного народного судді і від двох до шести народних засідателів розглядали карні й цивільні справи, не передбачені для Революційних трибуналів, а Революційні трибунали (в складі п'ятьох членів) — справи про контрреволюційні злочини в широкому розумінні; в УРСР на відміну від РРФСР вони не мали права розглядати справи так званим скороченим процесом, без участі обвинуваченого й оборони. Згодом вироки революційного трибуналу можна було оскаржувати перед Найвищим касаційним судом (пізніше трибуналом). За зразком РРФСР в Україні засновано також Всеукраїнські і місцеві надзвичайні комісії (ВЧК), які мали, поряд з революційними трибуналами, завдання боротися з «контрреволюцією». Ця подвійність судоустрою наявна в двох формах суду — народному і революційному (на додаток до надзвичайних комісій) — була особливістю судової системи в Україні того періоду. Революційні трибунали були скасовані в 1921 р. Декрет Ради Народних Комісарів УРСР від 26 жовтня 1920 р. увів зміни, які мали на меті усунути різниці між судом УРСР і РРФСР. Централізація судової системи завершилась закликом Центрального Виконавчого Комітету РРФСР, щоб усі союзні республіки ухвалили у себе ідентичний з російським закон про судоустрій. У результаті ВУЦВК ухвалив 16 грудня 1922 р. положення про судоустрій УРСР за російським зразком. За конституцією СРСР 1924 р., в компетенції верховних органів Союзу було встановлення основ судоустрою, як і судочинства та цивільного і карного законодавства; ЦВК СРСР затвердив 29 жовтня 1924 р. ці «Основи». Відповідно до них 23 жовтня 1925 р. був виданий декрет про суд УРСР, який передбачав таку судову систему: народні суди, окружні суди і Верховний Суд республіки. Конституція СРСР 1936 р. дала привід до всесоюзного закону про судоустрій. На підставі «Основ законодавства про судоустрій СРСР, союзних і автономних республік», затверджених Верховною Радою СРСР 25 грудня 1958 р., видано закон про судоустрій УРСР 30 червня 1960 р. Згідно з ним судова система в Україні складається з районних (міських) народних судів, обласних судів і Верховного Суду.
Основним судом в УРСР був народний суд, який був першою інстанцією для всіх карних і цивільних справ, не передбачених вищим судом. Обласний суд як суд першої інстанції розглядає справи, визначені законом, як суд другої інстанції для народних (міських) судів і порядком нагляду перевіряє законність вироків та рішень народних судів, що набрали вже законної сили. Верховний Суд УРСР є найвищим судовим органом у республіці, він діє у виняткових справах, цивільних і карних, як суд першої інстанції та головних як суд другої інстанції. Судові колегії Верховного Суду розглядають також протести генерального прокурора СРСР і УРСР, голови Верховного Суду і постанови президії нижчих судів. Найвищим судовим органом СРСР є Верховний Суд СРСР; в його компетенції є нагляд за діяльністю судових органів СРСР, а також союзних республік. Стосовно останніх він розглядає протести голови Верховного Суду і генерального прокурора СРСР на постанови пленумів верховних судів республіки, коли вони суперечать союзному законодавству або інтересам інших республік.
Конституція і закон про судоустрій передбачають виборність суддів. Громадяни того чи іншого району (міста) обирають суддів народного суду на 5 років. Суддів обласних судів обирають обласні ради депутатів трудящих, а суддів Верховного суду — Верховна рада, також на 5 років. Кандидатів на суддів висувають партійні й інші громадські організації.
У УРСР деякі проступки і справи розглядаються також позасудовими органами. Ними є система державного арбітражу при союзній і республіканській радах міністрів, крайових і обласних виконкомах Рад депутатів тощо для розв'язання суперечок між державними і кооперативними установами і підприємствами (положення Ради Міністрів СРСР від 17 серпня 1960 р. і УРСР від 1 жовтня 1960 р.) та так звані товариські суди на підприємствах, в установах, колгоспах, які мають право розглядати суперечки між членами тієї чи іншої організації і навіть карати за порушення законів у дрібніших справах.

## Сучасність
Див. Судова система України
Див. Суд присяжних в Україні

### Нормативно-правові акти
- Про судоустрій України: Закон Української РСР №2022-X від 05.06.1981 р. // Відомості Верховної Ради УРСР. — 1981. — № 24. — Ст. 357.
- Закон України Про судоустрій України №3018-III від 07.02.2002 р. // Відомості Верховної Ради України. — 2002. — № 27. — Ст.180.
- Закон України "Про судоустрій і статус суддів" № 2453-VI від 07.07.2010 р. (Відомості Верховної Ради України, 2010 р., №№ 41—45, ст. 529; 2015 р., №№ 18-20, ст. 132 із наступними змінами)
- Закон України «Про судоустрій і статус суддів» №1402-VIII від 02.06.2016 р.

### Загальна література (огляди)
- Старосольський Ю. Судоустрій // Енциклопедія українознавства. Словникова частина (ЕУ-II). — Париж, Нью-Йорк, 1976. — Т. 8. — С. 3097. (link)
- Падох Я. 7. Історія українського судівництва (Історія українських судів) // Енциклопедія українознавства. Загальна частина (ЕУ-I). — Мюнхен, Нью-Йорк, 1949. — Т. 2. — С. 665 — 670.

### Основна література
- Судова влада в Україні: історичні витоки, закономірності, особливості розвитку / Авт. кол.: В. С. Бігун, I. Й. Бойко, Т. I. Бондарук, К. А. Віслобоков, О. А. Гавриленко, Л. О. Зайцев, А. Ю. Іванова, О. О. Малишев, І. В. Музика, В. Т. Окіпнюк, Є. В. Ромінський, О. О. Самойленко, М. І. Сірий, I. Б. Усенко (кер. кол.), М. Д. Ходаківський, Л. В. Худояр, О. Н. Ярмиш. НАН України. Інститут держави і права ім. В. М. Корецького; Міжнародна асоціація істориків права. ‒ К.: "Видавництво "Наукова думка” НАН України", 2014. ‒ 503 с. ‒ (Проект "Наукова книга”)
- Стецюк Б.Р. Процесуальне право в Україні: тисяча років історії (Х ст. – 20-ті рр. ХХ ст.). Харків : Диса плюс, 2013. 560 с.
- Падох Я. Суди й судовий процес старої України / Я. Падох. – Нью-Йорк; Париж; Сидней; Торонто; Львів: НТШ, 1990. – 128 с. (Записки Наукового Товариства ім. Шевченка; т. 209: Історично-Філософічна Секція: Правнича комісія; ч. 5.).
- Пащук А.Й. Суд і судочинство на Лівобережній Україні в XVII-XVIII ст. (1648-1782). Львів: Вид-во Львів ун-ту, 1967. 178 с. (link)
- Суд і судочинство на українських землях в XIV–XVI ст. / за ред. П. Музиченка. — Одеса : Астропринт, 2000. — 180 с.
- Сокальська О. В. Нариси з історії українського судочинства (XVI — початок XVII ст.): монографія / О. В. Сокальська. — Одеса: ОДУВС, 2010. — 210 с.

### Додаткова література
- Дмитриев Ф. История судебных инстанций и гражданского апелляционного производства от Судебника до учреждения о губерниях. Москва: Т-во Тип. А. Мамонтова, 1859. 418 с.
- Нолькен А.М. Судебная реформа 1864 года и Первый Департамент Правительствующего Сената. Историческая заметка // Журнал Министерства Юстиции. Санкт-Петербург, 1905. № 2 (Февраль). С. 107 — 143.
- Ясинский М. Н. Очерки по истории судоустройства в Литовско-Русском государстве. Главный Литовский трибунал, его происхождение, организация и компетенция. Выпуск 1. Киев: Типография Н. А. Гирич; 1901. 253 с.
- Щербицкій О. В. Суды вь бывшемь Великомь княжестве Литовскомь / О. В. Щербицкій. — Вильна, 1912. — 79 с.
- Кондратюк О. В. Судова система та судочинство в Галичині у складі Австро-Угорщини (1867 – 1918 рр.): дис. … канд. юрид. наук: 12.00.01 / Львівський національний ун-т ім. І. Франка. Львів, 2006. — 203 с.
- Попелюшко В. О. Мала судова реформа та захист прав громадян / В.О. Попелюшко. — К.: Кондор, 2006. — 236 с.
- Кивалов С. В. Судебная реформа в Украине: разочарования и надежды. — Одесса, 2010. — 311 с.
- Самсін І. Л. Судова реформа: актуалізація проблем статусу суддів та судоустрою України: історико-правовий нарис: моногр. — Х., 2012. — 224 с.
- Москвич Л.М., Іваницький С.О., Русанова І.О. Правовий статус носіїв судової влади в Україні (професійні судді, народні засідателі, суд присяжних) / За заг. ред. І.Є. Марочкіна: Монографія. – Харків: «Фінн», 2009. – 488 с.
- Бойко І. Й., Тищик Б. Й. Становлення та розвиток органів судочинства у Галичині (Х–ХХ ст.) / І. Й. Бойко, Б. Й. Тищик // Вісник Львівського ун-ту. – Львів, 2011. – Вип. 52. – С. 110–119. – (Сер. юридична).
- Кульчицький П. Суд і судочинство ЗУНР: законодавство і практика // Вісник Львівського університету. Серія юридична. 2013. Випуск 58. — С. 68 — 73.
- Малишев О.О. Законодавчі заходи імператора Павла І з питань судівництва на українських землях (1796–1801 рр.) // Правова держава. – Вип.24. – К., 2013. – С.42–51 (link)
- Бедрій М. Судові механізми в історичних типах українського звичаєвого права // Вісник Національного університету "Львівська політехніка". Серія : Юридичні науки. - 2016. - № 855. — С. 301 — 310.
- Биркович О. І. Становлення судової системи влади в Україні (IX–Х ст.) // Актуальні проблеми вдосконалення чинного законодавства України. - 2018. — Вип. 46. — С. 3 — 15.
- Биркович О. І. Принципи організації системи судоустрою в умовах національно-визвольних змагань 1917-1921 рр.  // Науково-інформаційний вісник Івано-Франківського університету права імені Короля Данила Галицького. Серія : Право. - 2020. - № 10. - С. 8 — 15.
- Биркович О. І. Функціонування органів судової влади Галичини другої половини ХІХ ст. / О. І. Биркович // Юридичний вісник. — Одеса : Гельветика — 2020. — № 5. — С. 7 — 13. (link)
- Єфремова Н. В. Суд і судочинство в УНР, Українській державі, ЗУНР (1917–1920 рр.) / Н. В. Єфремова, Б. Й. Тищик, В. Т. Марчук. – Одеса: Фенікс – 2007. – 297 с.
- Олійник Ю. В. Становлення та розвиток судової системи Другої Речі Посполитої (1918–1939 рр.) // Актуальні проблеми правознавства. Тернопіль. 2018. Вип. 4(16). С. 5 — 12.
- Посунько О. Катеринославський совісний суд (1784–1855 рр.): етапи та особливості діяльності / О. Посунько // Український історичний журнал. - 2020. - Число 6. — С. 57 — 68.  (link)
- Козинець О.Г., Калітник О.О. НАДЗВИЧАЙНІ ВІЙСЬКОВІ СУДИ ЯК СКЛАДНИК СУДОВОЇ СИСТЕМИ ЧАСІВ НАЦІОНАЛЬНИХ ВИЗВОЛЬНИХ ЗМАГАНЬ 1917–1920 РР. // Вчені записки ТНУ імені В. І. Вернадського. Серія: Юридичні науки. Том 32 (71). № 1. 2021 С. 1 — 6.
- Присташ Л. Т. Формування судової системи Західної Української Народної Республіки // Актуальні проблеми вдосконалення чинного законодавства України. 2014. Вип. 35. С. 13-21.
- Дубіна М. М. Спеціалізація судових органів у період відродження державності в Україні (1917–1921 рр.) // Актуальні проблеми політики: зб. наук. пр. / редкол. : С. В. Ківалов (голов. ред.), Л. І. Кормич (заст. голов. ред.), Ю. П. Аленін [та ін.] ; МОН України, ОНЮА. Одеса: Фенікс, 2009. Вип. 38. С. 731–736.
- Балух В. С. Одесский арбитражный суд: два века истории / В. С. Балух, А. А. Сурилов. – Одесса, 2001. – 180 с.
- Шевчук А. Повітові та головні суди Правобережної України (1797–1831 рр.): улаштування, кадровий склад, діяльність // Український історичний журнал. - 2021. - Число 4. — С. 50 — 65.